# Walckenaeria indirecta
Walckenaeria indirecta là một loài nhện trong họ Linyphiidae.
Loài này thuộc chi Walckenaeria. Walckenaeria indirecta được Octavius Pickard-Cambridge miêu tả năm 1874.